# Birgit Õigemeel
Birgit Õigemeel, född 24 september 1988 i Kohila, är en estnisk sångerska. Hon är mest känd för att ha vunnit den första säsongen av Eesti otsib superstaari år 2007, den estländska versionen av Idols. Hon är uppvuxen i Kohila, tre mil söder om Tallinn.

## Eesti otsib superstaari
Finalserien bestod av åtta program. Varje deltagare sjöng en låt per omgång förutom mot slutet då man sjöng två låtar var i avsnitt 6 och 7, samt tre låtar i finalen (avsnitt 8). En person åkte ut i varje avsnitt. Õigemeel vann i finalen över Luisa Värk.

### Framträdanden
| Runda | Datum    | Sång                        | Original artist              |
| ----- | -------- | --------------------------- | ---------------------------- |
| 1     | 22 april | "Keegi tulla võib"          | Rein Rannap                  |
| 2     | 29 april | "Can't Fight the Moonlight" | Leann Rimes                  |
| 3     | 6 maj    | "Kui mind kutsud sa"        | Jaak Joala                   |
| 4     | 13 maj   | "Everybody Hurts"           | R.E.M.                       |
| 5     | 20 maj   | "Fever"                     | Little Willie John           |
| 6     | 27 maj   | "Tryin' to Get Over You"    | Vince Gill                   |
| 6     | 27 maj   | "Who Knew"                  | Pink                         |
| 7     | 3 juni   | "Bring Me to Life"          | Evanescence feat. Paul McCoy |
| 7     | 3 juni   | "All by Myself" 1           | Eric Carmen                  |
| 8     | 10 juni  | "Bring Me to Life"          | Evanescence feat. Paul McCoy |
| 8     | 10 juni  | "Impossible Dream"          | Luther Vandross              |
| 8     | 10 juni  | "Raagus sõnad"              | Rein Rannap                  |

1 Framförde låten tillsammans med Riho Sibul. De två andra kvarvarande deltagarna framförde också en duett med en känd estländsk artist i denna omgång.

## Eurovision
Birgit Õigemeel deltog i Estlands nationella uttagningsfinal till Eurovision Song Contest 2008 med låten "365 Days". I finalen som hölls den 2 februari 2008 tog hon sig vidare till den andra omgången tillsammans med två andra bidrag efter att ha fått 6 669 telefonröster i den första omgången. I den andra omgången fick hon 12 990 telefonröster och blev därmed sist i omgången och slutade totalt på tredje plats av tio deltagare. Det vinnande bidraget, Kreisiraadio med låten "Leto svet", fick nästan 40 000 röster fler än hon.
År 2012 försökte hon få representera Estland i Eurovision Song Contest 2012 i Baku i Azerbajdzjan genom att delta i landets nationella uttagning Eesti Laul 2012. Tillsammans med gruppen Violina framförde hon låten "You're Not Alone" som är skriven av Mihkel Mattisen. Efter att ha tagit sig vidare från en av två semifinaler var hon näst sist med att framföra sitt bidrag av 10 artister i finalen den 3 mars 2012. Juryn placerade hennes bidrag sist medan telefonröster placerade henne på plats fem av tio. Hon slutade därmed på sjunde plats.
Året därpå försökte hon igen att bli Estlands representant i Eurovision Song Contest 2013. Denna gång i uttagningen Eesti Laul 2013 tävlade hon med låten "Et uus saaks alguse" som är skriven av Mihkel Mattisen och Silvia Soro. Den 23 februari tog hon sig vidare från den andra semifinalen till finalen den 2 mars. I finalen lyckades hon först ta sig vidare till superfinalen och därefter ta hem hela segern. Hon vann superfinalen över Grete Paia med "Päästke noored hinged". Finalen var en av de jämnaste i tävlingens historia då Õigemeel vann på 51% av rösterna medan Paia fick 49%. Den 14 maj tog hon sig till den internationella finalen i Malmö med låten.

## Diskografi

### Album
- 15 jan 2008 – Birgit Õigemeel
- 10 nov 2008 – Ilus aeg
- 19 nov 2009 – Teineteisel pool

### Singlar
- 2007 – "Kas tead, mida tähendab..."
- 2008 – "365 Days"
- 2008 – "Homme"
- 2008 – "Ise"
- 2008 – "Last Christmas"
- 2008 – "Talve võlumaa"
- 2009 – "Moonduja"
- 2009 – "See öö"
- 2009 – "Kahe vahel"
- 2010 – "Põgenen" (med Koit Toome)
- 2010 – "Sinuga end elusana tunda võin" (med Birgit Varjun)
- 2010 – "Iialgi" (med Violina)
- 2010 – "Eestimaa suvi"
- 2011 – "Parem on ees"
- 2011 – "You're Not Alone" (med Violina)
- 2012 – "Et uus saaks alguse"